# Ixtlahuac, Huautla
Ixtlahuac är en ort i Mexiko.   Den ligger i kommunen Huautla och delstaten Hidalgo, i den sydöstra delen av landet, 200 km norr om huvudstaden Mexico City. Ixtlahuac ligger 508 meter över havet och antalet invånare är 261.
Terrängen runt Ixtlahuac är huvudsakligen lite kuperad. Ixtlahuac ligger uppe på en höjd. Runt Ixtlahuac är det ganska tätbefolkat, med 96 invånare per kvadratkilometer. Närmaste större samhälle är Huejutla de Reyes, 16,0 km nordväst om Ixtlahuac. Omgivningarna runt Ixtlahuac är en mosaik av jordbruksmark och naturlig växtlighet.